# Покровское (Пензенская область)
Покровское — упразднённое село в Башмаковском районе Пензенской области. Входило в состав Подгорнского сельсовета. Ликвидировано в 2009 г.

## География
Располагалось в 8 км к западу от центра сельсовета села Подгорное, на реке Тяньга.

## История
Образовано во 2-й половине XVIII века крестьянами графа А. К. Разумовского. В 1816 г. построена каменная церковь во имя Покрова Пресвятой Богородицы. В 1877 г. – волостной центр, с 1918 г. центр сельсовета. Колхоз имени Чкалова..

## Население
Динамика численности населения села:
| Год             | 1864 | 1877 | 1896 | 1911 | 1926 | 1930 | 1939 | 1959 | 1979 | 1989 | 1996 |
| --------------- | ---- | ---- | ---- | ---- | ---- | ---- | ---- | ---- | ---- | ---- | ---- |
| Население, чел. | 578  | 683  | 919  | 1132 | 1004 | 1221 | 538  | 417  | 217  | 73   | 37   |